# بزیه
شهر بزیه (به فرانسوی: Béziers) در شهرستان ارو (فرانسه) در ناحیه لانگدوک روسیون با جمعیت ۷۲٬۲۴۵ نفر در کشور فرانسه واقع شده‌است.